# 魔尘
魔尘是中国原创漫画家林莹的长篇奇幻系列漫画作品
。1999年开始在中国颇具影响力的漫画杂志《卡通王》上长年连载，2000年获“狮王大奖”
。拥有大批忠实的读者。该作品分为多个系列，包括：魔鬼的塑像、复仇女孩、木偶娃娃、苦涩雨季、双重追踪、奇境、隐身草、遗产。目前仍在连载中。

## 内容梗概
天赋超常的少年光灵，自幼与父母生活在一个小村庄里，家中以开药店为生，与世无争。因为受到来自异世界邪恶力量的迫害，不得不独自踏上漫长的冒险旅程。在独自冒险的过程中经历了种种磨难，体会到了人间的酸甜苦辣。身心终于逐渐成长，最后独自前往由“五行奇境”组成的另一个世界，探寻引发这一切秘密。

## 人物介绍
- 光灵--本作品的主角之一。一个心底善良，拥有强大超能力的小男孩儿。
- 神坻--本作品主角之一。一个十足的假小子，与光灵十分要好。
- 粼宿--光灵的父亲，水之境的主人，隐姓埋名在人间多年。
- 金魔针--光灵的母亲。幼年是父母双亡，被当作灾星一直被人唾弃。
- 祁钒(孙良佳)--神坻的父亲，金之境的主人，化名孙良佳在人间生活多年。
- 荧惑--木之境的主人。被誉为恶魔的化身。
- 谛听--土之境的主人。虽杀人无数，但心中还存有一丝人性。
- 欧阳贺志--金之境的护法。曾随祁钒一同前往人间。
- 孙良娣--祁钒人间的孪生妹妹，神坻的姑姑。为人非常善良。
- 吉洛--荧惑的傀儡。作恶多端。
- 棠--木之境的护法。
- 白狡--土之境的护卫，谛听的跟班儿。
- 红雨--金魔针幼年时的好朋友，被荧惑害死。
- 朗杰嘉措--人间的一个普通医生。

## 连载情况
1999年开始至今一直连载于《卡通王》。
- 魔鬼的塑像系列
- 复仇女孩系列
- 木偶娃娃系列
- 苦涩雨季系列
- 双重追踪系列
- 奇境系列
  - 第1话-奇境1(2000年1月号)
  - 第2话-奇境2(2000年2月号)
  - 第3话-奇境3(2000年3月号)
  - 第4话-奇境4(2000年4月号)
  - 第5话-奇境5(2000年5月号)
  - 第6话-奇境6(2000年6月号)
  - 第7话-奇境7(2000年7月号)
  - 第8话-奇境8(2000年8月号)
  - 第9话-奇境9(2000年9月号)
  - 第10话-奇境10(2000年10月号)
  - 第11话-奇境11(2000年11月号)
  - 第12话-奇境12(2000年12月号)
  - 第13话-奇境13(2001年1月号)
  - 第14话-奇境14(2001年3月号)
  - 第15话-奇境15(2001年4月号)
  - 第16话-奇境16(2001年5月号)
- 隐身草系列(前传)
  - 第1话-隐身草1(2002年3月号)
  - 第2话-隐身草2(2002年5月号)
  - 第3话-隐身草3(2002年6月号)
  - 第4话-隐身草4(2002年7月号)
  - 第5话-隐身草5(2002年8月号)
  - 第6话-隐身草6(2002年9月号)
  - 第7话-隐身草7(2002年10月号)
  - 第8话-隐身草8(2002年12月号)
  - 第9话-隐身草9(2003年1月号)
- 遗产系列
  - 第1话-遗产1(2004年1月A号)
  - 第2话-遗产2(2004年2月A号)
  - 第3话-遗产3(2004年3月A号)
  - 第4话-遗产4(2004年4月A号)
  - 第5话-遗产5(2004年5月A号)

## 相关商品
- 单行本第1卷-《隐身草》
  - 2003年10月，上海科技教育出版社，ISBN 7-5428-3349-9，定价15.00元
  - 收录隐身草系列全部内容
- 单行本第2卷-《复仇女孩》
  - 2003年10月，上海科技教育出版社，ISBN 7-5428-3350-2，定价15.00元
  - 收录魔鬼的塑像、复仇女孩、木偶娃娃、苦涩雨季系列全部内容
- 单行本第3卷-《奇境》上册
  - 2003年10月，上海科技教育出版社，ISBN 7-5428-3347-2，定价15.00元
  - 收录奇境系列上半部内容
- 单行本第4卷-《奇境》下册
  - 2003年10月，上海科技教育出版社，ISBN 7-5428-3348-0，定价15.00元
  - 收录奇境系列下半部内容
- 单行本精装版全四卷
  - 2003年10月，上海科技教育出版社，ISBN 7-5428-3346-4，定价88.00元
  - 收录单行本1~4卷全部内容，另外还收录了林莹的部分彩色单幅漫画作品